# Schifazzo
Die Schifazzo, regional auch Schifazzi oder Schirazzo war ein italienischer Segelschiffstyp aus dem 19. Jahrhundert mit Lateinsegeln und einer Stagfock. Auffälligstes Merkmal des zwei- oder dreimastigen Schiffes waren steil nach oben gezogene Vor- und Achtersteven. Bei einer Tragfähigkeit von etwa 35 Tonnen waren die Schiffe bis 15 Meter lang und etwa 3,5 Meter breit.
Ursprünglich war es die Bezeichnung für bestimmte Arten von Schiffen unter Segel oder Ruder, die normalerweise für die Küstenfischerei eingesetzt wurden. Je nach Bauort konnte die Form und Größe variieren. Eingesetzt wurde der Schiffstyp auch zum Transport von Getreide oder Wein in der Küstenschifffahrt.